# Gunung Tua Tonga (Panyabungan)
Gunung Tua Tonga is een bestuurslaag in het regentschap Mandailing Natal van de provincie Noord-Sumatra, Indonesië. Gunung Tua Tonga telt 1377 inwoners (volkstelling 2010).